# Jonathan Tomkinson
Jonathan Robert Tomkinson (* 11. April 2002 in Plano, Texas) ist ein US-amerikanisch-englischer Fußballspieler.

## Karriere

### Verein
Nachdem Tomkinson in seiner Jugend bis 2019 in seiner Heimat beim Solar SC gespielt hatte, wechselte er in die U18 des englischen Klubs Norwich City. Dort kam er am 25. Oktober 2022 zu seinem ersten Einsatz in der Championship, als er bei der 0:1-Niederlage gegen den FC Burnley in der Startelf stand und auch direkt durchspielte. In der U21 wurde Tomkinson zur Rückrunde der Saison 2022/23 zum FC Stevenage in die League Two verliehen, wo er am 21. Januar 2023 sein Debüt gab. Ab September 2023 war er in die League Two an Bradford City verliehen.

### Nationalmannschaft
Zunächst spielte Tomkinson in der US-amerikanischen U17, seit Oktober 2023 kommt er für die U23 zum Einsatz.